# Puchar Świata w biathlonie 1979/1980
Puchar Świata w biathlonie 1979/1980 – 3. edycja zawodów o Puchar Świata w tej dyscyplinie sportu. Cykl rozpoczął się 18 stycznia 1980 biegiem indywidualnym w zachodnioniemieckiej miejscowości Ruhpolding, zaś zakończył się 30 marca 1980 w radzieckim Murmańsku, biegiem sztafetowym. Końcem lutego w Lake Placid odbyły się igrzyska olimpijskie.
Klasyfikację generalną wygrał po raz drugi w karierze Frank Ullrich, zdobywając w sumie 148 punkty, drugi Klaus Siebert stracił do niego 4 punkty, a trzeci Eberhard Rösch stracił 15 punktów wszyscy reprezentujący NRD.

## Kalendarz zawodów
Sezon rozpoczął się od startów w zachodnioniemieckiej miejscowość Ruhpolding, w połowie stycznia. Pod koniec miesiąca biathloniści zagościli w Antholz-Anterselva. W lutym biathloniści rywalizowali na trasach olimpijskiego Lake Placid, podczas igrzysk olimpijskich. W marcu biathloniści przenieśli się na trasy w Lahti, Hedenäset i Murmańsku gdzie odbyła się impreza wieńcząca sezon.

### Zaplanowane starty
- Ruhpolding (18 – 20 stycznia 1980)
- Antholz-Anterselva (24 – 27 stycznia 1980)
- Lahti (14 – 16 marca 1980)
- Hedenäset (20 – 23 marca 1980)
- Murmańsk (27 – 30 marca 1980)

### Wyniki
| Lp.                                                                  | Data             | Miejsce            | Konkurencja       | 1. miejsce                                                         | 2. miejsce                                                                       | 3. miejsce                                                                          |
| -------------------------------------------------------------------- | ---------------- | ------------------ | ----------------- | ------------------------------------------------------------------ | -------------------------------------------------------------------------------- | ----------------------------------------------------------------------------------- |
| 1.                                                                   | 18 stycznia 1980 | Ruhpolding         | Bieg indywidualny | Klaus Siebert                                                      | Eberhard Rösch                                                                   | Matthias Jacob                                                                      |
| 2.                                                                   | 19 stycznia 1980 | Ruhpolding         | Sprint            | Frank Ullrich                                                      | Klaus Siebert                                                                    | Yvon Mougel                                                                         |
| 3.                                                                   | 20 stycznia 1980 | Ruhpolding         | Sztafeta          | Norwegia Roar Nilsen · Kjell Søbak · Odd Lirhus · Sigleif Johansen | NRD Mathias Jung · Klaus Siebert · Frank Ullrich · Eberhard Rösch                | Włochy                                                                              |
| 4.                                                                   | 24 stycznia 1980 | Antholz-Anterselva | Bieg indywidualny | Klaus Siebert                                                      | Frank Ullrich                                                                    | Alfred Eder                                                                         |
| 5.                                                                   | 26 stycznia 1980 | Antholz-Anterselva | Sprint            | Frank Ullrich                                                      | Mathias Jung                                                                     | Manfred Beer                                                                        |
| 6.                                                                   | 27 stycznia 1980 | Antholz-Anterselva | Sztafeta          | NRD Mathias Jung · Klaus Siebert · Frank Ullrich · Eberhard Rösch  | Austria Rudolf Horn · Franz-Josef Weber · Josef Koll · Alfred Eder               | ZSRR                                                                                |
| Zimowe Igrzyska Olimpijskie 1980 w Lake Placid (16 – 22 lutego 1980) |                  |                    |                   |                                                                    |                                                                                  |                                                                                     |
| 7.                                                                   | 14 marca 1980    | Lahti              | Bieg indywidualny | Władimir Gawrikow                                                  | Mathias Jung                                                                     | Keijo Kuntola                                                                       |
| 8.                                                                   | 15 marca 1980    | Lahti              | Sprint            | Władimir Gawrikow                                                  | Frank Ullrich                                                                    | Klaus Siebert                                                                       |
| 9.                                                                   | 16 marca 1980    | Lahti              | Sztafeta          | NRD Mathias Jung · Klaus Siebert · Frank Ullrich · Eberhard Rösch  | ZSRR Władimir Alikin · Anatolij Alabjew · Władimir Gawrikow · Władimir Barnaszow | Norwegia Hans Ivar Hattestad · Sigvart Bjøntegaard · Svein Engen · Sigleif Johansen |
| 10.                                                                  | 20 marca 1980    | Hedenäset          | Bieg indywidualny | Klaus Siebert                                                      | Frank Ullrich                                                                    | Eberhard Rösch                                                                      |
| 11.                                                                  | 22 marca 1980    | Hedenäset          | Sprint            | Frank Ullrich                                                      | Klaus Siebert                                                                    | Władimir Alikin                                                                     |
| 12.                                                                  | 23 marca 1980    | Hedenäset          | Sztafeta          | Norwegia Roar Nilsen · Kjell Søbak · Odd Lirhus · Sigleif Johansen | NRD Mathias Jung · Klaus Siebert · Frank Ullrich · Eberhard Rösch                | Włochy                                                                              |
| 13.                                                                  | 27 marca 1980    | Murmańsk           | Bieg indywidualny | Frank Ullrich                                                      | Władimir Weliczkow                                                               | Eberhard Rösch                                                                      |
| 14.                                                                  | 29 marca 1980    | Murmańsk           | Sprint            | Eberhard Rösch                                                     | Władimir Alikin                                                                  | Władimir Weliczkow                                                                  |
| 15.                                                                  | 30 marca 1980    | Murmańsk           | Sztafeta          | NRD                                                                | ZSRR                                                                             | Czechosłowacja                                                                      |

### Klasyfikacja
| Lp. | Zawodnik           | Punkty |
| --- | ------------------ | ------ |
| 1.  | Frank Ullrich      | 148    |
| 2.  | Klaus Siebert      | 146    |
| 3.  | Eberhard Rösch     | 133    |
| 4.  | Władimir Gawrikow  | 129    |
| 5.  | Mathias Jung       | 127    |
| 6.  | Rudolf Horn        | 83     |
| 7.  | Anatolij Alabjew   | 79     |
| 8.  | Terje Krokstad     | 75     |
| 9.  | Manfred Beer       | 73     |
| 10. | Władimir Weliczkow | 70     |